# Міллвілл (Нью-Джерсі)
Міллвілл (англ. Millville) — місто (англ. city) в США, в окрузі Камберленд штату Нью-Джерсі. Населення — 27 491 особа (2020).

## Географія
Міллвілл розташований за координатами 39°23′24″ пн. ш. 75°3′17″ зх. д. / 39.39000° пн. ш. 75.05472° зх. д. (39.390093, -75.054797).  За даними Бюро перепису населення США в 2010 році місто мало площу 115,23 км², з яких 108,78 км² — суходіл та 6,44 км² — водойми.

### Клімат
| Клімат : Міллвілл     | Клімат : Міллвілл | Клімат : Міллвілл | Клімат : Міллвілл | Клімат : Міллвілл | Клімат : Міллвілл | Клімат : Міллвілл | Клімат : Міллвілл | Клімат : Міллвілл | Клімат : Міллвілл | Клімат : Міллвілл | Клімат : Міллвілл | Клімат : Міллвілл | Клімат : Міллвілл |
| Показник              | Січ.              | Лют.              | Бер.              | Квіт.             | Трав.             | Черв.             | Лип.              | Серп.             | Вер.              | Жовт.             | Лист.             | Груд.             | Рік               |
| Середній максимум, °C | 5,6               | 7,2               | 11,7              | 17,2              | 22,8              | 27,8              | 30,0              | 28,9              | 25,6              | 19,4              | 13,9              | 7,8               | 18,2              |
| Середній мінімум, °C  | −4,4              | −3,9              | 0,0               | 5,0               | 10,6              | 16,1              | 18,9              | 18,3              | 13,9              | 7,2               | 2,2               | −2,2              | 6,9               |
| Норма опадів, мм      | 77                | 71                | 104               | 96                | 91                | 80                | 94                | 102               | 80                | 85                | 85                | 89                | 1055              |
| Днів з опадами        | 8,9               | 9,1               | 10,5              | 11,1              | 10,0              | 9,1               | 9,0               | 8,1               | 7,9               | 8,1               | 8,8               | 9,4               | 110,0             |
| --------------------- | ----------------- | ----------------- | ----------------- | ----------------- | ----------------- | ----------------- | ----------------- | ----------------- | ----------------- | ----------------- | ----------------- | ----------------- | ----------------- |
| Джерело: NOAA         |                   |                   |                   |                   |                   |                   |                   |                   |                   |                   |                   |                   |                   |

## Демографія
Згідно з переписом 2010 року, у місті мешкало 28 400 осіб у 10 648 домогосподарствах у складі 7185 родин. Було 11435 помешкань
Расовий склад населення:
| - 69,0 % — білих - 19,8 % — чорних або афроамериканців - 1,2 % — азіатів - 0,9 % — корінних американців - 0,1 % — вихідців з тихоокеанських островів - 5,2 % — осіб інших рас |

До двох чи більше рас належало 3,7 %. Частка іспаномовних становила 14,9 % від усіх жителів.
За віковим діапазоном населення розподілялося таким чином: 25,8 % — особи молодші 18 років, 61,0 % — особи у віці 18—64 років, 13,2 % — особи у віці 65 років та старші. Медіана віку мешканця становила 36,6 року. На 100 осіб жіночої статі у місті припадало 90,2 чоловіків;  на 100 жінок у віці від 18 років та старших — 85,7 чоловіків також старших 18 років.
Середній дохід на одне домашнє господарство  становив 62 363 долари США (медіана — 49 133), а середній дохід на одну сім'ю — 71 473 долари (медіана — 58 992). Медіана доходів становила 50 487 доларів для чоловіків та 36 449 доларів для жінок. За межею бідності перебувало 17,5 % осіб, у тому числі 25,6 % дітей у віці до 18 років та 12,6 % осіб у віці 65 років та старших.
Цивільне працевлаштоване населення становило 12 082 особи. Основні галузі зайнятості: освіта, охорона здоров'я та соціальна допомога — 30,7 %, роздрібна торгівля — 16,9 %, виробництво — 11,8 %, мистецтво, розваги та відпочинок — 7,6 %.